# Ардатовський повіт (Симбірська губернія)

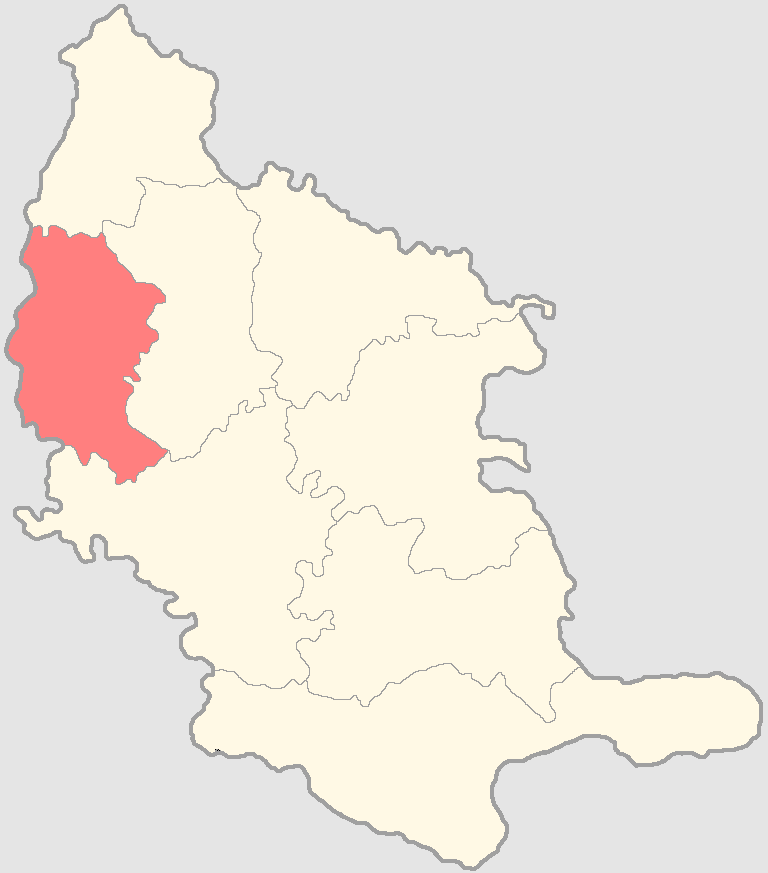
Ардатовський повіт у Симбірській губернії

Ардатовський повіт — адміністративна-територіальне утворення Російської імперії та РРФСР у Середньому Надволжі у Мордовії у складі Симбірського намісництва й Симбірської губернії. Повітове місто - Ардатов.

## 1-ий повіт
Ардатовський повіт утворений 15 вересня 1780 року у складі Симбірського намісництва. 1798 року повіт скасовано. 

## 2-ий повіт
1802 року Ардатовський повіт відновлено у Симбірській губернії.

## Склад
У 1913 році до складу Ардатовського повіту входило 18 волостей: Апраксінська, Ардатовська, Атяшевська, Бузаєвська, Жаренська, Керамсурська, Кіржеманська, Козловська, Лобаскінська, Маколовська, Медаєвська, Наченальська, Неклюдовська, Пічеурська, Резоватовська, Сіменська, Тализінська, Тархановська (1922—1928).
У 1924 році волості були збільшені й у складі залишилися 9: Апраксінська, Ардатовська, Атяшевська, Козловська, Неклюдовська, Сіменська, Торгово-Тализінська, Тархановська, Чамзинська.
5 жовтня 1925 року до складу Ардатовського повіту увійшли Ждаміровська, Промзінська та Чеберчинська волості. На 6 вересня 1926 року в Ардатовський повіт налічувався 12 волостей.
3 жовтня 1927 року утворені мордовські національні волості: Козловська, Атяшевська, Дубьонсько-Поводімовська, Чамзинська, Ардатовська.
У 1928 створено Мордовський округ, до складу якого увійшли Апраксінська, Тализінська, Сіменська й Тархановська. До Ульяновського округу увійшли Промзінська й Ждаміровська волості.